# Ефимов, Николай Сергеевич
Николай Сергеевич Ефимов — иерей, священномученик, местночтимый святой Украинской Православной Церкви.

## Биография
Родился 3 февраля 1890 года в селе Верхний Салтов Харьковской губернии. Рукоположен в 1923 году. Служил в селе Терновая Чугуевского района Харьковской области. 25 декабря 1937 года арестован и приговорен к смертной казни. Расстрелян 16 января 1938 года в Харькове.

## Канонизация
22 июня 1993 года Определением Священного Синода Украинской Православной Церкви принято решение о местной канонизации подвижника в Харьковской епархии, в Соборе новомучеников и исповедников Слободского края (день памяти – 19 мая (1 июня)).
Чин прославления подвижника состоялся во время визита в Харьков 3-4 июля 1993 года Предстоятеля Украинской Православной Церкви Блаженнейшего Митрополита Киевского и всея Украины Владимира, в кафедральном Благовещенском соборе города.